# ABHD10
ABHD10 (англ. Abhydrolase domain containing 10) – білок, який кодується однойменним геном, розташованим у людей на 3-й хромосомі. Довжина поліпептидного ланцюга білка становить 306 амінокислот, а молекулярна маса — 33 933.
| 10         |  | 20         |  | 30         |  | 40         |  | 50         |
| ---------- |  | ---------- |  | ---------- |  | ---------- |  | ---------- |
| MAVARLAAVA |  | AWVPCRSWGW |  | AAVPFGPHRG |  | LSVLLARIPQ |  | RAPRWLPACR |
| QKTSLSFLNR |  | PDLPNLAYKK |  | LKGKSPGIIF |  | IPGYLSYMNG |  | TKALAIEEFC |
| KSLGHACIRF |  | DYSGVGSSDG |  | NSEESTLGKW |  | RKDVLSIIDD |  | LADGPQILVG |
| SSLGGWLMLH |  | AAIARPEKVV |  | ALIGVATAAD |  | TLVTKFNQLP |  | VELKKEVEMK |
| GVWSMPSKYS |  | EEGVYNVQYS |  | FIKEAEHHCL |  | LHSPIPVNCP |  | IRLLHGMKDD |
| IVPWHTSMQV |  | ADRVLSTDVD |  | VILRKHSDHR |  | MREKADIQLL |  | VYTIDDLIDK |
| LSTIVN     |  |            |  |            |  |            |  |            |

A: Аланін

C: Цистеїн

D: Аспарагінова кислота

E: Глутамінова кислота

F: Фенілаланін

G: Гліцин

H: Гістидин

I: Ізолейцин

K: Лізин

L: Лейцин

M: Метіонін

N: Аспарагін

P: Пролін

Q: Глутамін

R: Аргінін

S: Серин

T: Треонін

V: Валін

W: Триптофан

Кодований геном білок за функцією належить до гідролаз. 
Задіяний у такому біологічному процесі, як альтернативний сплайсинг. 
Локалізований у мітохондрії.